# فانغ (بورنهولم)
فانغ (بالإنجليزية: Vang, Bornholm)‏ هي منطقة سكنية تقع في الدنمارك في بورنهولم. يقدر عدد سكانها بـ 92 نسمة .